# Campionat del Món de motociclisme de velocitat de 125cc
|  | «125cc» redirigeix aquí. Vegeu-ne altres significats a «125cc (motocròs)». |

El Campionat del Món de Motociclisme de velocitat de 125cc, regulat per la FIM, fou la màxima competició internacional de motociclisme de velocitat en la cilindrada de 125 cc. Coneguda com a "classe de 125 cc" (en anglès, 125 cc class), era una de les diverses categories en què es disputava el Campionat del Món, amb les seves curses formant part dels Grans Premis al costat de les de les altres cilindrades. Es disputà entre 1949 i 2011, esdevenint Moto3 a partir de la temporada de 2012.
Fins al 1962, en què s'afegiren els 50cc i, més tard, a partir del 1990, en què desaparegueren els 80cc, els 125cc foren la cilindrada més petita del mundial.

## Reglament
A partir del 1970, les motos podien tenir un màxim de dos cilindres, xifra que tornà a reduir-se a partir del 1988, quan passaren a haver de ser per força monocilíndriques. Aquella mateixa temporada, la regulació del pes mínim de la motocicleta passà a ser de 70 kg (132 amb el pilot inclòs), norma que es revisà més tard per tal de tenir en compte només el pes de la moto amb el pilot, el qual no havia de superar els 136 kg. Els espais porta-números de la motocicleta (un al davant i dos de laterals, un a cada banda) havien de ser negres amb els números blancs.
L'edat mínima de participació es va fixar en 15 anys, mentre que l'edat màxima es va establir d'ençà del 2005 en 28 anys (25 per als debutants i per als pilots que hi participaven com a "comodí").

## Pilots

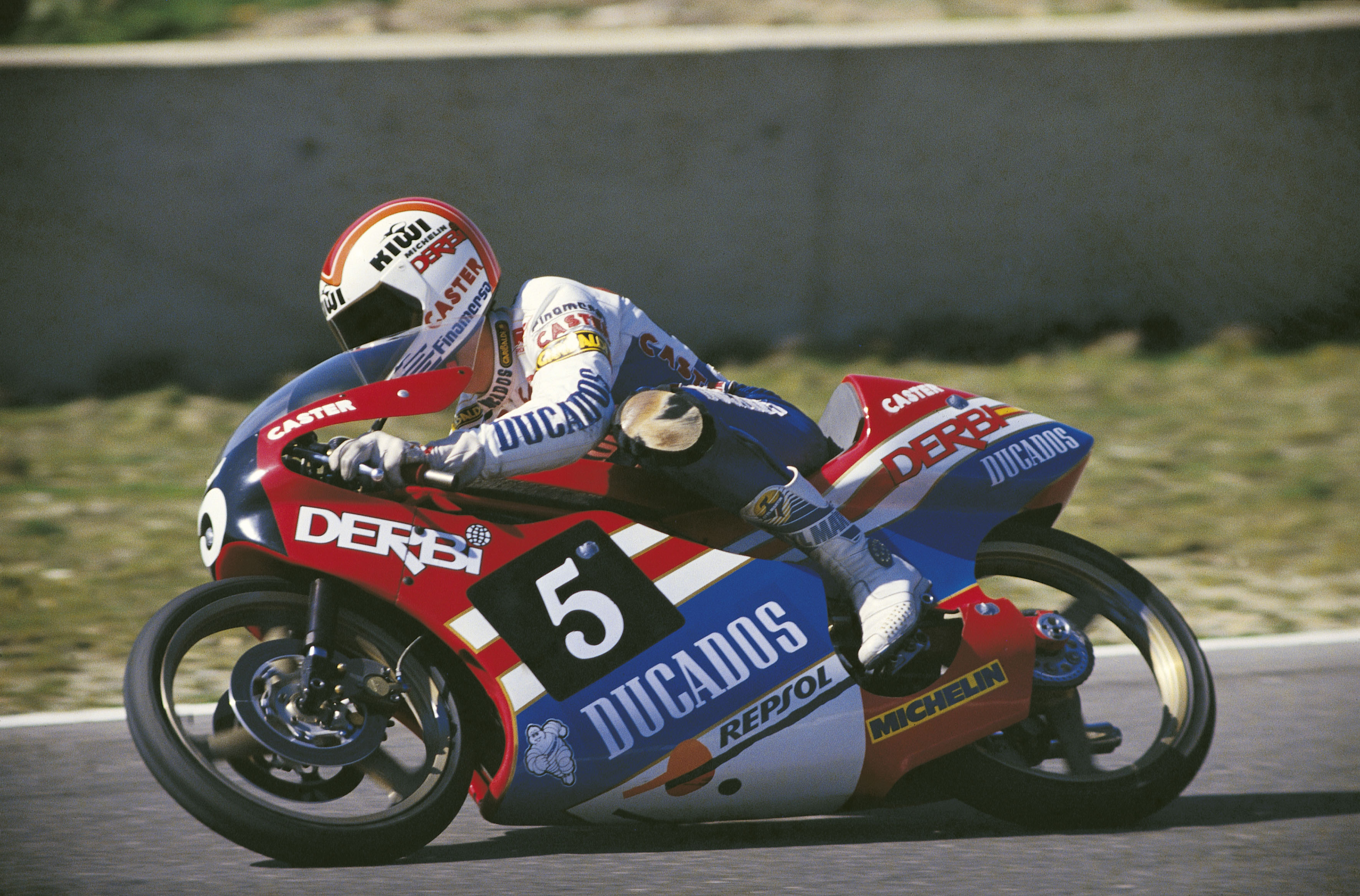
Jorge Martínez, "Aspar", amb la Derbi 125 el 1988

La presència d'aquesta classe al campionat mundial va començar amb el Gran Premi de Suïssa, celebrat el 2 de juliol de 1949 al circuit de Bremgarten. Aquesta primera cursa la va guanyar Nello Pagani amb una FB Mondial de fàbrica.
Al llarg dels anys, la classe de 125 cc ha representat sovint un banc de proves vàlid i un excel·lent trampolí per als pilots novells cap a les principals categories. Tot resseguint la llista de campions del món de la categoria se n'hi poden trobar alguns que han marcat la història d'aquest esport, com ara Carlo Ubbiali, Phil Read, Ángel Nieto Valentino Rossi i Marc Márquez. A banda, cal esmentar també els anomenats "especialistes en petites cilindrades", que han restringit la seva activitat esportiva en aquest camp específic; probablement el nom més important entre aquests darrers és el del múltiple campió del món espanyol Ángel Nieto qui, abans d'abandonar les competicions per a començar la seva carrera com a director d'equip, va guanyar el títol mundial dels 125cc en 7 ocasions. Altres exemples són els italians Carlo Ubbiali (qui guanyà 9 títols distribuïts entre aquesta classe i la dels 250cc durant la dècada del 1950), Pier Paolo Bianchi, Eugenio Lazzarini i Fausto Gresini (qui seguí les passes de Nieto també pel que fa a l'activitat posterior com a director d'equip).

### Rècords
El pilot més jove a guanyar una cursa de 125cc fou el britànic Scott Redding, nascut el 4 de gener de 1993, amb 15 anys, 5 mesos i 18 dies al Gran Premi de Gran Bretanya del 2008, celebrat el 22 de juny. Anteriorment, aquest rècord el tenia Marco Melandri amb 15 anys i 10 mesos i abans, Ivan Goi amb 16 anys i 5 mesos.

## Fabricants

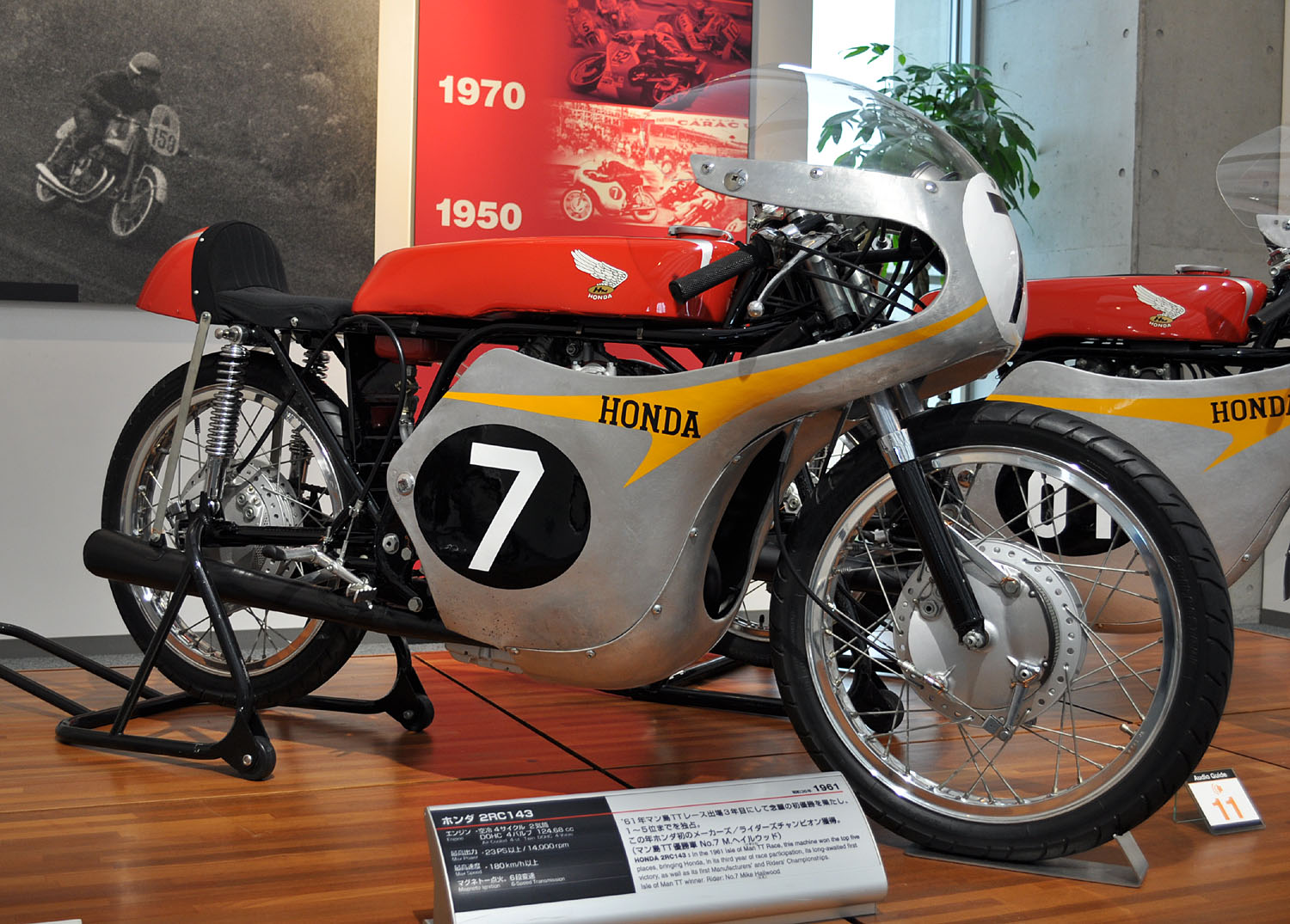
L'Honda 2RC143 que pilotà Mike Hailwood el 1961

Diversos fabricants de motocicletes s'han aventurat amb èxit dins la cilindrada dels 125 cc. Hi ha hagut casos d'empreses especialitzades només en petites cilindrades, com ara Derbi, Minarelli, MBA i Garelli, i d'altres que van fer de la versatilitat la seva força, des de la MV Agusta dels primers anys fins als japonesos o Aprilia, els quals es van repartir els títols durant els anys següents.
Els fabricants d'aquesta categoria han proposat solucions que no sempre s'han reutilitzat en les altres classes superiors, com ara la suspensió posterior amb precàrrega ajustable pel pilot, ja que amb l'alleugeriment de la motocicleta (a causa del consum de combustible) s'hi ha de reduir. La precàrrega només era present en aquesta classe, que es veia més afectada que la resta per la variació de pes.

## Llista de campions
| Edició  | Any  | Pilot                   | Motocicleta |
| ------- | ---- | ----------------------- | ----------- |
| I       | 1949 | Nello Pagani            | Mondial     |
| II      | 1950 | Bruno Ruffo             | Mondial     |
| III     | 1951 | Carlo Ubbiali           | Mondial     |
| IV      | 1952 | Cecil Sandford          | MV Agusta   |
| V       | 1953 | Werner Haas             | NSU         |
| VI      | 1954 | Rupert Hollaus          | NSU         |
| VII     | 1955 | Carlo Ubbiali           | MV Agusta   |
| VIII    | 1956 | Carlo Ubbiali           | MV Agusta   |
| IX      | 1957 | Tarquinio Provini       | Mondial     |
| X       | 1958 | Carlo Ubbiali           | MV Agusta   |
| XI      | 1959 | Carlo Ubbiali           | MV Agusta   |
| XII     | 1960 | Carlo Ubbiali           | MV Agusta   |
| XIII    | 1961 | Tom Phillis             | Honda       |
| XIV     | 1962 | Luigi Taveri            | Honda       |
| XV      | 1963 | Hugh Anderson           | Suzuki      |
| XVI     | 1964 | Luigi Taveri            | Honda       |
| XVII    | 1965 | Hugh Anderson           | Suzuki      |
| XVIII   | 1966 | Luigi Taveri            | Honda       |
| XIX     | 1967 | Bill Ivy                | Yamaha      |
| XX      | 1968 | Phil Read               | Yamaha      |
| XXI     | 1969 | Dave Simmonds           | Kawasaki    |
| XXII    | 1970 | Dieter Braun            | Suzuki      |
| XXIII   | 1971 | Ángel Nieto             | Derbi       |
| XXIV    | 1972 | Ángel Nieto             | Derbi       |
| XXV     | 1973 | Kent Andersson          | Yamaha      |
| XXVI    | 1974 | Kent Andersson          | Yamaha      |
| XXVII   | 1975 | Paolo Pileri            | Morbidelli  |
| XXVIII  | 1976 | Pierpaolo Bianchi       | Morbidelli  |
| XXIX    | 1977 | Pierpaolo Bianchi       | Morbidelli  |
| XXX     | 1978 | Eugenio Lazzarini       | MBA         |
| XXXI    | 1979 | Ángel Nieto             | Minarelli   |
| XXXII   | 1980 | Pierpaolo Bianchi       | MBA         |
| XXXIII  | 1981 | Ángel Nieto             | Minarelli   |
| XXXIV   | 1982 | Ángel Nieto             | Garelli     |
| XXXV    | 1983 | Ángel Nieto             | Garelli     |
| XXXVI   | 1984 | Ángel Nieto             | Garelli     |
| XXXVII  | 1985 | Fausto Gresini          | Honda       |
| XXXVIII | 1986 | Luca Cadalora           | Garelli     |
| XXXIX   | 1987 | Fausto Gresini          | Garelli     |
| XL      | 1988 | Jorge Martínez, "Aspar" | Derbi       |
| XLI     | 1989 | Àlex Crivillé           | JJ Cobas    |
| XLII    | 1990 | Loris Capirossi         | Honda       |
| XLIII   | 1991 | Loris Capirossi         | Honda       |
| XLIV    | 1992 | Alessandro Gramigni     | Aprilia     |
| XLV     | 1993 | Dirk Raudies            | Honda       |
| XLVI    | 1994 | Kazuto Sakata           | Aprilia     |
| XLVII   | 1995 | Haruchika Aoki          | Honda       |
| XLVIII  | 1996 | Haruchika Aoki          | Honda       |
| XLIX    | 1997 | Valentino Rossi         | Aprilia     |
| L       | 1998 | Kazuto Sakata           | Honda       |
| LI      | 1999 | Emili Alzamora          | Honda       |
| LII     | 2000 | Roberto Locatelli       | Aprilia     |
| LIII    | 2001 | Manuel Poggiali         | Gilera      |
| LIV     | 2002 | Arnaud Vincent          | Aprilia     |
| LV      | 2003 | Daniel Pedrosa          | Honda       |
| LVI     | 2004 | Andrea Dovizioso        | Honda       |
| LVII    | 2005 | Thomas Luthi            | Honda       |
| LVIII   | 2006 | Álvaro Bautista         | Aprilia     |
| LIX     | 2007 | Gábor Talmácsi          | Aprilia     |
| LX      | 2008 | Mike Di Meglio          | Derbi       |
| LXI     | 2009 | Julián Simón            | Aprilia     |
| LXII    | 2010 | Marc Márquez            | Derbi       |
| LXIII   | 2011 | Nico Terol              | Aprilia     |

## Estadístiques

### Campions múltiples

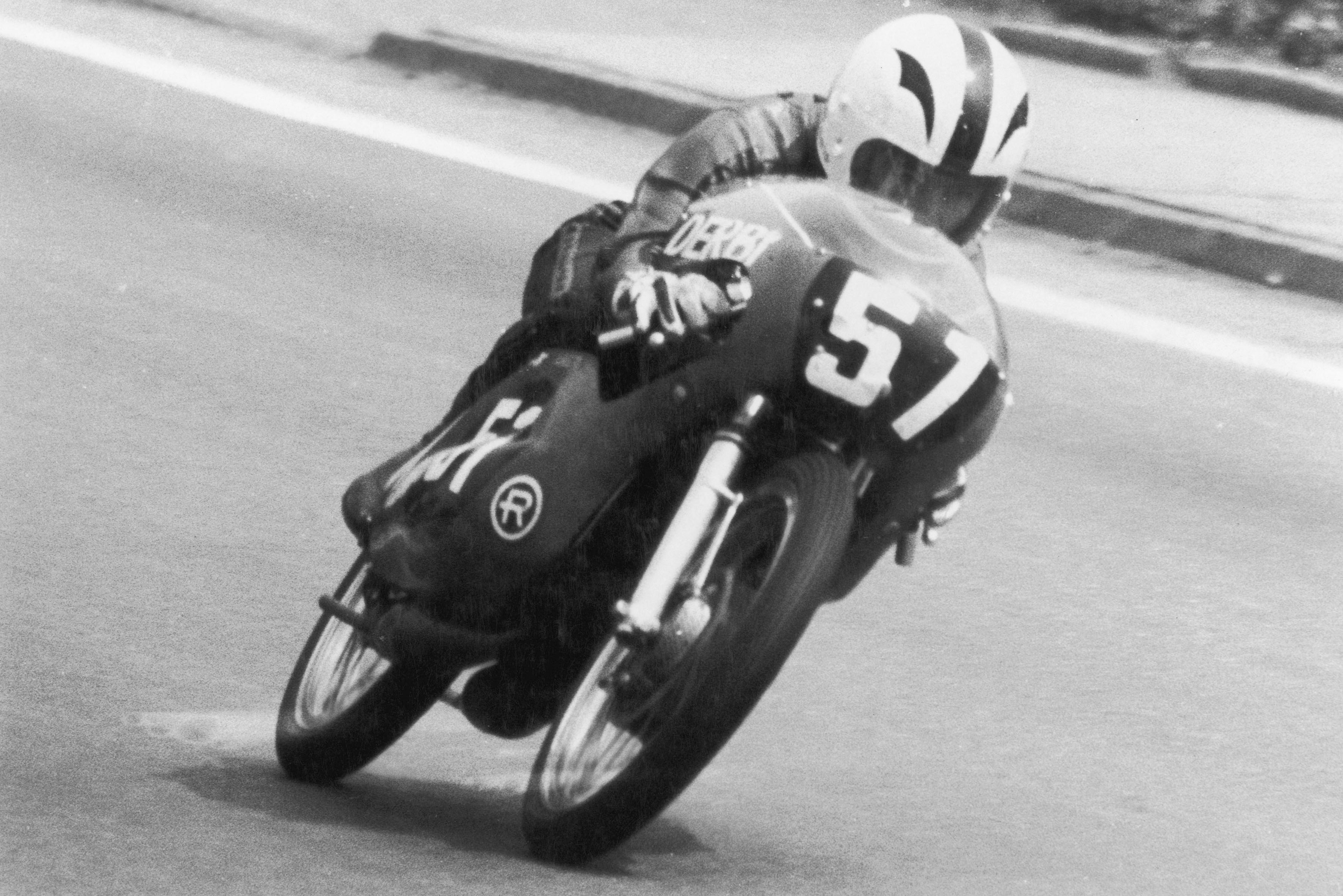
Angel Nieto amb la Derbi 125cc el 1972

| Pilot             | Títols |
| ----------------- | ------ |
| Ángel Nieto       | 7      |
| Carlo Ubbiali     | 6      |
| Luigi Taveri      | 3      |
| Pierpaolo Bianchi | 3      |
| Loris Capirossi   | 2      |
| Kent Andersson    | 2      |
| Hugh Anderson     | 2      |
| Haruchika Aoki    | 2      |
| Fausto Gresini    | 2      |
| Kazuto Sakata     | 2      |

### Títols per nacionalitat
| País               | Total |
| ------------------ | ----- |
| Itàlia             | 23    |
| Espanya[1]         | 9     |
| Països Catalans[2] | 6     |
| Catalunya          | 4     |
| Japó               | 4     |
| Regne Unit         | 4     |
| Suïssa             | 4     |
| Alemanya           | 3     |
| País Valencià      | 2     |
| Nova Zelanda       | 2     |
| Suècia             | 2     |
| França             | 2     |
| Austràlia          | 1     |
| Àustria            | 1     |
| Hongria            | 1     |
| San Marino         | 1     |
| Total              | 63    |

1. No s'hi compten els aconseguits per pilots dels Països Catalans.
2. El total de títols imputats als Països Catalans correspon a la suma dels aconseguits per pilots de Catalunya (4) i el País Valencià (2).